# Emy Luziano
Jeremys Alberto Luciano (Esperanza, República Dominicana; 30 de julio de 1992), conocido como Emy Luziano, es un productor musical, compositor, ingeniero de audio y productor ejecutivo dominicano. Ha trabajado con artistas como Bad Bunny, Ozuna, Amenazzy, Arcángel, Yailín la Más Viral, Redimi2, Alex Zurdo, Funky, entre otros. Su trabajo ha sido reconocido con múltiples discos de oro y platino certificados por la RIAA.

## Primeros años
Su formación musical surgió de una temprana exposición al Hip-hop, R&B, Soul y la música de su iglesia local. El trabajo de su padre como discjockey lo conectó con diversas influencias musicales, lo que marcó su estilo desde una edad temprana. Sus primeros pasos en la industria estuvieron relacionados con la música cristiana.
Durante esa etapa, conoció a un amigo en su pueblo natal, quien ya realizaba grabaciones y era de las pocas personas en su entorno con acceso a Internet y una computadora. A través de esta amistad, descubrió sus primeros programas de grabación, como Sound Forge, lo que despertó su interés por la creación musical. Más tarde, encontró Fruity Loops, herramienta que le permitió mejorar sus producciones y dar paso a composiciones más elaboradas.

## Carrera musical

### 2009-2015: Inicios
En 2009, Emy adoptó el seudónimo de "Emy El Astronauta", un apodo otorgado por su entorno debido a su creatividad y sonido distintivo. Poco después, formó un dúo musical con el que produjeron e interpretaron varios sencillos. Su primer mixtape, titulado «Antología», incluyó temas interpretados por el dúo y canciones realizadas para diversos cantantes cristianos.
Durante esos años, también trabajó como productor para artistas como Lors del grupo Aposento Alto y participó en el proyecto bilingüe «The Great Awakening» del grupo Grace Nation, lanzado en 2012. En 2013, produjo los sencillos «Beautiful Day» —en español: «Bello Día»— que combinaba elementos de pop, dubstep y electro; también «Sigo Aquí», «Keep Living» y «Possible», los cuales tuvieron una recepción positiva.
Como resultado, su estilo comenzó a ganar presencia en los álbumes de los artistas más reconocidos de la música cristiana, como «Operación Mundial» de Redimi2, «De la A a la Z» y «AZ Live» de Alex Zurdo, «Indestructible» de Funky y el sencillo «Mira Lo Que Haz Hecho (Dance Remix)» de Tercer Cielo, entre otros. A partir de 2014, Emy cambió su nombre artístico a Emy Luziano, marcando una nueva etapa en su carrera.

### 2016-2019: Consolidación y éxito comercial
En 2016, Emy Luziano fue el productor de varios éxitos de Amenazzy, contribuyendo a la consolidación del estatus del artista y al desarrollo del sonido del reguetón y trap latino a nivel internacional. Entre los sencillos que produjo ese año se encuentran «Munchies De Mujeres», «Sin Maquillaje» junto a Don Miguelo, «Vas A Repetirlo» y «Voy Después».
En 2017, su colaboración con Amenazzy continuó con temas como «Lean» junto a Bad Bunny y «Ayer» junto a Noriel, ambos certificados como disco de oro por la RIAA. Ese mismo año, también produjo el sencillo «Sin Ti» de Alex Zurdo, que fue galardonado como "Canción en español del año" en los Premios Dove 2018 y nominado a los Premios Grammy Latinos en 2019 por el álbum ¿Quién contra nosotros?. Estos logros no solo consolidaron su carrera, sino que también expandieron su proyección internacional.
Simultáneamente, trabajó con nuevos artistas como Flow Mafia, produciendo temas como «La Glock» y «El Favorito de los Capos (Remix)» junto a Arcángel y Bad Bunny. También estuvo involucrado en la producción de «El Final (Remix)» para Goldy Boy, junto a Ozuna. En 2018, colaboró con Lírico En La Casa en la canción «Súbete» junto a Lary Over, la cual fue certificada doble platino por la RIAA en 2019, fortaleciendo aún más su presencia en la industria musical.
Aunque en 2019 participó en el éxito «LowKey» de Bryant Myers, siguió trabajando con artistas emergentes. Entre los proyectos más destacados de ese año se incluyen «5 Mujeres» de José Reyes "La Melaza" y Lírico En La Casa, así como «Vivimo Caro (Remix)» junto a Arcángel, Duki, Eladio Carrión y. Jon Z. También produjo el sencillo «No Me Ignores» de Jay Menez, que contó con la participación de artistas como Eladio Carrión, Myke Towers, Cazzu, DJ Luian y Mambo Kingz.

### 2020-2023: Éxito Continuado y Diversificación Empresarial
En 2020, Luziano continuó su trayectoria produciendo junto a Jay Menez los temas «Solo» con Rauw Alejandro y «Se Cansó» con Darell. Al año siguiente, volvieron a colaborar en «Cuando Bebe» con De La Ghetto, Myke Towers y Lyanno, además de producir «Solo (Remix)» con Nio García, Amenazzy y Rauw Alejandro. Ese mismo año, también trabajó con el artista español Kidd Keo en la canción «Hola Bebé» y nuevamente con Lírico En La Casa en «Jarabito» junto a Farruko, Lary Over y El Alfa, manteniendo su presencia constante en el panorama musical.
En 2022, formó parte del equipo de productores del álbum recopilatorio «Multiplica Mixtape», lanzado por Warner Music Latina, donde estuvo a cargo de la producción del sencillo «On The Road» de Kidd Keo, Felp 22, ElPatron970 y Yung Sarria.
Entre 2020 y 2023, Emy amplió su carrera incursionando como productor ejecutivo. Fundó los sellos discográficos Luzonic Entertainment, así como Iris Live Music, fortaleciendo su posición en la industria desde una perspectiva empresarial. Ambos sellos representan a una destacada lista de artistas y productores dominicanos, entre los que se encuentran Angel Dior, Yailin la Más Viral y Flow Mafia.
A pesar de centrarse en su faceta ejecutiva, también lanzó música de forma ocasional, manteniendo su relevancia en la escena con canciones como «Narcisista» de Yailín la Más Viral,«WAPAE» de 6ix9ine, Lenier, Angel Dior y Bulin 47, «CHICKY TA» de BIA y Yaisel LM, «Rebelde» de YOVNGCHIMI, Yaisel LM y Rodrigo Films, «Boy Boy (Remix)» de Yaisel LM, NLE Choppa y Blessd, además de «NO LO SÉ» de Kidd Keo, entre otras. 
Para cerrar 2023, Luziano asistió como productor participante en tres prestigiosas galas de premios: los Premios Heat Latin Music 2023, los Grammy Latinos 2023 y los MTV Video Music Awards 2023, en algunas de las cuales su trabajo estuvo relacionado con las nominaciones.

### 2024-presente: Expansión como artista productor
En 2024, la revista Billboard Argentina destacó a Emy Luziano por su importante participación en los Monitor Music Awards, donde presentó la categoría "Productor del Año" y, además, fungió como conferencista en "Monitor Talks" abordando los desafíos de cómo destacar en un mercado saturado. Durante su intervención, Emy enfatizó:

"La originalidad y autenticidad te diferencia del resto, te permite crear una marca, un estilo distintivo, y te abre puertas en un mercado competitivo y saturado. La calidad es lo que te hará perdurar en el tiempo."

Actualmente, Emy Luziano está centrado en expandir su trayectoria como artista productor, con planes de lanzar proyectos musicales propios que representan una nueva etapa en su evolución artística. En esta fase, continuará colaborando con otros artistas, mientras asume un rol más protagónico tanto en la producción como en la realización de vídeos musicales.

## Discografía

### Bandas sonoras
- YouTube Originals: Bravas (Serie de TV) (2020)

## Créditos de producción
Adaptado desde AllMusic, Genius, Monitor Latino y Muso:
| Año  | Título                                    | Artista                                                             | Rol       | Rol        | Rol       | Nota |
| Año  | Título                                    | Artista                                                             | Productor | Compositor | Ingeniero | Nota |
| ---- | ----------------------------------------- | ------------------------------------------------------------------- | --------- | ---------- | --------- | --- |
| 2009 | Vivencias (E)                             | Ricky Webber                                                        | Sí        | Sí         | Sí        | |
| 2011 | El Enviado (A)                            | Ricky Webber                                                        | Sí        | Sí         | Sí        | |
| 2012 | «Firme» (S)                               | Lors                                                                | Sí        | Sí         | Sí        | |
| 2012 | «Vroom» (S)                               | Grace Ntion                                                         | Sí        | Sí         | Sí        | |
| 2013 | «Grace Nation» (E)                        | Grace Ntion                                                         | Sí        | Sí         | Sí        | |
| 2014 | «No Soy Yo» (S)                           | Alex Zurdo [con Redimi2]                                            | Sí        | Sí         | Sí        | Del álbum De la A a la Z, Debutó en la posición número 4 en la lista de Latin Rhythm Albums de Billboard. |
| 2014 | «Más Que Un Papel» (S)                    | Alex Zurdo                                                          | Sí        | Sí         | Sí        | Del álbum De la A a la Z, Debutó en la posición número 4 en la lista de Latin Rhythm Albums de Billboard. |
| 2014 | «De la A a la Z» (S)                      | Alex Zurdo                                                          | Sí        | Sí         | Sí        | Del álbum De la A a la Z, Debutó en la posición número 4 en la lista de Latin Rhythm Albums de Billboard. |
| 2014 | «Gol» (S)                                 | Redimi2                                                             | Sí        | Sí         | Sí        | Del álbum Operación Mundial, #3 en la lista de Álbumes latinos de Billboard.                              |
| 2014 | «Nunca Me Avergonzaré» (S)                | Redimi2 [con Daniela Barroso]                                       | Sí        | Sí         | Sí        | Del álbum Operación Mundial, #3 en la lista de Álbumes latinos de Billboard.                              |
| 2014 | «Mira Lo Que Haz Hecho (Dance Remix)» (S) | Tercer Cielo                                                        | Sí        | Sí         | Sí        | |
| 2015 | «Lo Que Soy» (S)                          | Natan el Profeta, Villanova, Bangueniguen, Jvl El Ministro          | Sí        | Sí         | Sí        | |
| 2015 | «No Te Enredes» (S)                       | Funky                                                               | Sí        | Sí         |           | |
| 2015 | «Munchies De Mujeres» (S)                 | Amenazzy                                                            | Sí        | Sí         | Sí        | |
| 2016 | «Sin Maquillaje» (S)                      | Amenazzy, Don Miguelo                                               | Sí        | Sí         | Sí        | |
| 2016 | «Sin Maquillaje (Solo Version)» (S)       | Amenazzy                                                            | Sí        | Sí         | Sí        | |
| 2016 | «Me Hace Falta (Remix)» (S)               | Amenazzy, Kevin Roldán                                              |           | Sí         |           | |
| 2016 | «La Chanty (Remix)» (S)                   | Amenazzy, Arcángel                                                  | Sí        | Sí         | Sí        | |
| 2016 | «Voy Después» (S)                         | Amenazzy                                                            | Sí        | Sí         | Sí        | |
| 2016 | «Vas A Repetirlo» (S)                     | Amenazzy                                                            | Sí        | Sí         | Sí        | |
| 2016 | «Fácil llega, fácil se va» (S)            | Alex Zurdo                                                          | Sí        | Sí         | Sí        | |
| 2016 | Demostración (A)                          | Ariel Ramirez                                                       | Sí        | Sí         | Sí        | |
| 2016 | «Mira Mis Ojos» (S)                       | Lapiz Conciente, Yo Soy AD                                          | Sí        | Sí         | Sí        | |
| 2017 | «Que Rico Fue» (S)                        | Amenazzy, Emy Luziano                                               | Sí        | Sí         | Sí        | |
| 2017 | «Te Freno» (S)                            | Luigui Bleand                                                       | Sí        | Sí         | Sí        | |
| 2017 | «Si Tu Cama Hablara (Remix)» (S)          | Lenny Tavárez, J Álvarez, Amenazzy                                  |           |            | Sí        | |
| 2017 | «Ayer» (S)                                | Amenazzy, Noriel                                                    | Sí        | Sí         | Sí        | RIAA Gold                                                                                                 |
| 2017 | «Lunes Pal Que Puede» (S)                 | Amenazzy                                                            | Sí        | Sí         | Sí        | |
| 2017 | «Lean» (S)                                | Amenazzy, Bad Bunny, Lito Kirino                                    | Sí        | Sí         | Sí        | RIAA Gold                                                                                                 |
| 2017 | «El Final» (S)                            | Goldy Boy                                                           | Sí        | Sí         | Sí        | |
| 2017 | «Favorito de los Capo» (S)                | Flow Mafia                                                          | Sí        | Sí         | Sí        | |
| 2017 | «El Tiempo Pasó» (S)                      | El Alfa                                                             | Sí        | Sí         |           | |
| 2017 | «La Glock» (S)                            | Flow Mafia                                                          | Sí        | Sí         | Sí        | |
| 2017 | «Sin Ti» (S)                              | Alex Zurdo                                                          | Sí        | Sí         | Sí        | Premio Dove como Canción en español del año                                                               |
| 2017 | «El Final (Remix)» (S)                    | Ozuna, Goldy Boy                                                    | Sí        | Sí         |           | |
| 2017 | «Favorito de los Capo (Remix)» (S)        | Flow Mafia, Arcángel, Bad Bunny                                     | Sí        | Sí         | Sí        | |
| 2018 | «Dalila» (S)                              | Goldy Boy                                                           | Sí        | Sí         | Sí        | |
| 2018 | «Súbelo a Toa» (S)                        | Lírico En la Casa, Chencho Corleone                                 | Sí        | Sí         | Sí        | |
| 2018 | «La Joyería» (S)                          | Flow Mafia                                                          | Sí        | Sí         | Sí        | |
| 2018 | «Vivimo Caro» (S)                         | José Reyes "La Melaza"                                              | Sí        | Sí         | Sí        | |
| 2018 | «Tamo Bien» (S)                           | Flow Mafia [con MAYKY]                                              | Sí        | Sí         | Sí        | |
| 2018 | «Súbete» (S)                              | Lary Over y Lírico En la Casa                                       | Sí        | Sí         | Sí        | RIAA Platino 4x                                                                                           |
| 2019 | «5 Mujeres» (S)                           | José Reyes "La Melaza" & Lírico En la Casa                          | Sí        | Sí         | Sí        | |
| 2019 | «Súbete (Remix)» (S)                      | Lary Over, Lírico En la Casa, Farruko, El Alfa                      | Sí        | Sí         | Sí        | |
| 2019 | «Vendiendo» (S)                           | Jamby El Favo, Gaston                                               | Sí        | Sí         | Sí        | |
| 2019 | «La Resbalosa» (S)                        | Lírico En la Casa                                                   | Sí        | Sí         | Sí        | |
| 2019 | «Vivimo Caro (Remix)» (S)                 | José Reyes "La Melaza" [con Arcángel, Duki, Eladio Carrión & Jon Z] | Sí        | Sí         | Sí        | |
| 2019 | «No Me Ignores» (S)                       | Jay Menez, Rauw Alejandro, Cazzu, Eladio Carrion, Myke Towers       | Sí        | Sí         |           | |
| 2019 | «Lowkey» (S)                              | Bryant Myers                                                        |           |            | Sí        | |
| 2020 | «Solo» (S)                                | Rauw Alejandro, Jay Menez                                           | Sí        | Sí         | Sí        | |
| 2020 | «5 Mujeres (Remix)» (S)                   | Jose Reyes, Lírico En La Casa, Tommy Boysen, La Nueva Escuela       | Sí        | Sí         | Sí        | |
| 2020 | «Se Cansó» (S)                            | Darell, Jay Menez                                                   | Sí        | Sí         | Sí        | |
| 2020 | «Muñeca» (S)                              | Gaby Rang                                                           |           | Sí         | Sí        | Banda sonora de serie "Bravas"                                                                            |
| 2021 | «Cuando Bebe» (S)                         | Myke Towers, De La Ghetto, Jay Menez, Lyanno                        | Sí        | Sí         | Sí        | Coproducido con Mambo Kingz, Kingz Daddy, Gaston y DJ Luian                                               |
| 2021 | «Solo (Remix)» (S)                        | Rauw Alejandro, Jay Menez, Amenazzy, Nio García                     | Sí        | Sí         | Sí        | |
| 2021 | «Jarabito» (S)                            | Lary Over, Farruko, El Alfa y Lírico En La Casa                     | Sí        | Sí         | Sí        | |
| 2021 | «Hola Bebé» (S)                           | Kidd Keo                                                            | Sí        | Sí         | Sí        | |
| 2021 | «On The Road» (S)                         | Kidd Keo, Felp 22, ElPatron970, Yung Sarria, Multiplica             | Sí        | Sí         | Sí        | |
| 2021 | «Vicio» (S)                               | Yung Sarria, Jey Blessings, Multiplica                              | Sí        | Sí         | Sí        | |
| 2022 | «Mucho Tiempo» (S)                        | Kidd Keo                                                            | Sí        | Sí         |           | |
| 2022 | «La Zaza» (S)                             | Flow Mafia                                                          | Sí        | Sí         | Sí        | |
| 2022 | «Falso Humilde» (S)                       | Kidd Keo                                                            | Sí        | Sí         |           | |
| 2023 | «NO LO SÉ» (S)                            | Kidd Keo                                                            | Sí        | Sí         | Sí        | |
| 2023 | «Chikilio» (S)                            | Yailín la Más Viral, Menor Queen                                    |           |            | Sí        | |
| 2023 | «Narcisista» (S)                          | Yailín la Más Viral                                                 | Sí        | Sí         | Sí        | |
| 2023 | «WAPAE» (S)                               | 6ix9ine [con Ángel Dior, Lenier y Bulin 47]                         |           |            | Sí        | |
| 2023 | «Tu No Ta Aquí» (S)                       | Treintisiete                                                        | Sí        | Sí         | Sí        | |
| 2023 | «CHICKY TA» (S)                           | BIA, Yaisel LM                                                      | Sí        | Sí         |           | Coproducido con AzizTheShake                                                                              |
| 2023 | «XTASIS» (S)                              | Luigui Bleand                                                       |           | Sí         |           | |
| 2023 | «Rebelde» (S)                             | Yovngchimi, Yaisel LM, Rodrigo Films                                |           |            | Sí        | |
| 2023 | «Boy Boy (Remix)» (S)                     | Yaisel LM, NLE Choppa, Blessd                                       |           |            | Sí        | |
| 2023 | «Mía» (S)                                 | Blessd, Yaisel LM, DJ Adoni, Rodrigo Films                          | Sí        |            | Sí        | |
| 2024 | «El Reemplazo» (S)                        | Darell, DJ Adoni, Prince Royce                                      | Sí        | Sí         | Sí        | |
| 2024 | «Corazón Negro» (S)                       | Luis Brown, Menor Queen                                             | Sí        | Sí         | Sí        | |
| 2024 | «Mala» (S)                                | Bellakath, Menor Queen                                              | Sí        | Sí         | Sí        | |
| 2025 | «Desnudarte» (S)                          | Flow 28, Emy Luziano                                                | Sí        | Sí         | Sí        | |
| 2025 | «Espacio» (S)                             | Jabriell                                                            | Sí        | Sí         | Sí        | |

(A) indica Álbum, (E) para EP (Extended Play), y (S) para Sencillo (Single).

## Premios y nominaciones

### Premios Grammy Latinos
| Año  | Categoría                  | Trabajo nominado         | Resultados | Ref.   |
| ---- | -------------------------- | ------------------------ | ---------- | ------ |
| 2019 | Álbum cristiano en español | ¿Quién contra nosotros?. | Nominado   | [ 43 ] |

### Premios Dove
| Año                        | Categoría                  | Trabajo nominado | Resultados | Ref.   |
| -------------------------- | -------------------------- | ---------------- | ---------- | ------ |
| 2018                       | Canción del Año en Español | «Sin ti»         | Ganador    | [ 44 ] |
| 2019                       | Canción del Año en Español | «Sin ti»         | Ganador    | [ 44 ] |
| Álbum cristiano en español | ¿Quién contra nosotros?    | Ganador          | [ 45 ]     |        |

### Premios Arpa
| Año  | Categoría            | Trabajo nominado        | Resultados | Ref.   |
| ---- | -------------------- | ----------------------- | ---------- | ------ |
| 2015 | Mejor álbum urbano   | De la A a la Z          | Nominado   |        |
| 2016 | Álbum Urbano del Año | Quantum                 | Ganador    | [ 46 ] |
| 2017 | Mejor álbum urbano   | AZ Live                 | Nominado   |        |
| 2017 | Mejor álbum en vivo  | AZ Live                 | Nominado   |        |
| 2019 | Mejor álbum urbano   | ¿Quién contra nosotros? | Ganador    |        |

### Otros
- Premios El Galardón 2015 «Productor Urbano del Año» – Ganador[47][48]